# Fritz Ryser

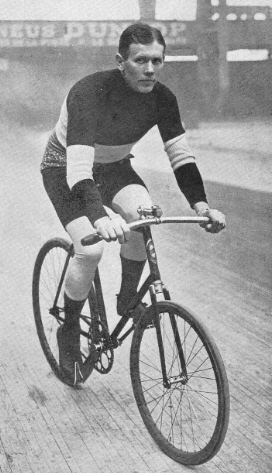
Fritz Ryser

Fritz Ryser (* 26. Mai 1873 in Huttwil; † 13. Februar 1916 in Berlin) war ein Schweizer Radrennfahrer.
Fritz Ryser, der gelernter Kaufmann war, fuhr erst mit 24 Jahren sein erstes Rennen auf der Strasse und gewann im selben Jahr die Fernfahrt Zürich–Baden-Baden. Erst ein Jahr zuvor hatte er überhaupt erst das Radfahren erlernt. 1899 wurde er zudem Schweizer Strassenmeister. Anschliessend wurde er Profi auf der Bahn und fuhr Steherrennen.
Schon 1901 belegte er den dritten Platz bei der Weltmeisterschaft der Steher sowie bei den Europameisterschaften im Steherrennen. 1908 wurde er als erster Schweizer Steher-Weltmeister. Acht Tage nach diesem Sieg verunglückte sein Schrittmacher Josef Schwarzer bei einem gemeinsamen Rennen in Düsseldorf tödlich. Im Jahr danach war Ryser in die Rennbahnkatastrophe von Berlin auf der Radrennbahn «Botanischer Garten» verwickelt, als das Motorrad seines Schrittmachers Emil Borchardt, der einem gestürzten Fahrer ausweichen musste, in die Zuschauerränge flog und dort explodierte. Neun Menschen kamen bei diesem Unglück ums Leben.
Ryser galt als ein Rennfahrer, der vom Pech verfolgt wurde. Auch seine Versuche, auf anderen Gebieten aktiv zu werden, wie etwa als Taxi-Unternehmer, endeten erfolglos, so dass er immer wieder zum Radsport zurückkehrte. Kurz nach Ausbruch des Ersten Weltkriegs wurde er anlässlich eines Rennens im polnischen Lodz wegen angeblicher Spionage für einige Zeit inhaftiert; sein Schrittmacher wurde nach Sibirien deportiert.
Fritz Ryser wurde am 16. Februar 1916 nach einem Schlaganfall tot in seiner Berliner Wohnung aufgefunden.